# Peter Eckersley
Pour les articles homonymes, voir Eckersley (homonymie).
Peter Thorp Eckersley, né à Lowton (en) le 2 juillet 1904 et mort près d'Eastleigh le 13 août 1940, est un joueur de cricket de première classe puis homme politique britannique.

## Biographie
Né dans le Grand Manchester, fils et petit-fils d'entrepreneurs de l'industrie du cotton, il est scolarisé à Rugby School et devient membre titulaire de l'équipe de cricket de l'école. En 1923, à l'âge de 19 ans, il devient membre du Club de cricket du comté du Lancashire, avec lesquels il jouera jusqu'en 1935, et dont il sera le capitaine à partir de 1929. Il étudie au Trinity College de l'université de Cambridge. En 1926 le Marylebone Cricket Club le sélectionne pour l'équipe de cricket anglaise en tournée en Inde et à Ceylan. Par la suite, jouant pour le Lancashire, il prendra part à des matchs contre les équipes de cricket d'Afrique du Sud, de Nouvelle-Zélande, d'Inde et des Indes occidentales. En août 1938, il fait partie de l'équipe d'Angleterre qui affronte celle d'Australie à Blackpool,.
Dans le même temps, il travaille comme directeur d'une compagnie de manufacture de coches. Il est choisi en 1928 comme candidat du Parti conservateur dans la circonscription de Newton-le-Willows pour les élections législatives de 1929, mais retire sa candidature afin de devenir capitaine de l'équipe de cricket du Lancashire. Candidat malheureux dans la circonscription de Leigh aux élections anticipées de 1931, il entre finalement à la Chambre des communes comme député de la circonscription de Manchester Exchange (située autour du Royal Exchange Theatre de Manchester) aux élections de 1935. Il met alors un terme à sa carrière de cricket. Comme bon nombre de députés conservateurs, il n'est pas favorable à Winston Churchill, devenu Premier ministre en mai 1940 grâce à l'appui du Parti travailliste,,.
Président du Lancashire Aero Club (en), le plus vieux aéro-club du Royaume-Uni, il est, de même que son épouse, un aviateur enthousiaste, connu pour se rendre en avion à ses matchs de cricket. À l'entame de la Seconde Guerre mondiale il rejoint volontairement la Fleet Air Arm, la branche d'aéronautique navale de la Royal Navy, pour y être formé aux missions militaires. Il est intégré au 758e escadron à la base de la Navy à Eastleigh, dans le Hampshire, sur la côte sud de l'Angleterre, avec le grade provisoire de lieutenant. C'est là qu'il meurt d'un accident de vol le 13 août 1940, à l'âge de 36 ans, aux commandes d'un avion d'entraînement Percival Proctor,.
Inhumé au cimetière de Tyldesley dans le Grand Manchester, il est l'un des cinquante-six parlementaires britanniques morts à la Seconde Guerre mondiale et commémorés par un vitrail au palais de Westminster,.